# Lill-Spjuttjärnen
Lill-Spjuttjärnen är en sjö i Härjedalens kommun i Härjedalen och ingår i Ljusnans huvudavrinningsområde.